# Arminisaurus schuberti
L'arminisauro (Arminisaurus schuberti) è un rettile acquatico estinto, appartenente ai plesiosauri. Visse nel Giurassico inferiore (Pliensbachiano, circa 185 milioni di anni fa) e i suoi resti fossili sono stati ritrovati in Germania.

## Descrizione
Questo animale era di medie dimensioni e la lunghezza doveva aggirarsi intorno ai 3-4 metri. Arminisaurus, come molti plesiosauri, era dotato di un collo piuttosto lungo e di un corpo appiattito e tozzo, con quattro grandi arti trasformati in strutture simili a pinne. Arminisaurus è noto per uno scheletro incompleto, comprendente parte del ramo mandibolare destro, alcuni denti, una serie di vertebre cervicali, pettorali, dorsali e caudali, svariate costole, elementi dei cinti (tra cui una scapola destra quasi completa) e varie ossa delle zampe. I resti, benché incompleti, possiedono una combinazione di caratteristiche uniche tali da distinguere Arminisaurus da altri plesiosauri del Giurassico inferiore. Le caratteristiche più importanti sono la presenza di una tacca longitudinale che fendeva il bordo posteriore della fossa glenoide e del processo retroarticolare, e una piattaforma ventrolaterale molto pronunciata sulla scapola; entrambi questi caratteri si riscontrano nei leptocleididi del Cretaceo inferiore; molte altre caratteristiche, tuttavia, indicano che Arminisaurus assomigliava maggiormente ai pliosauridi del Giurassico inferiore.

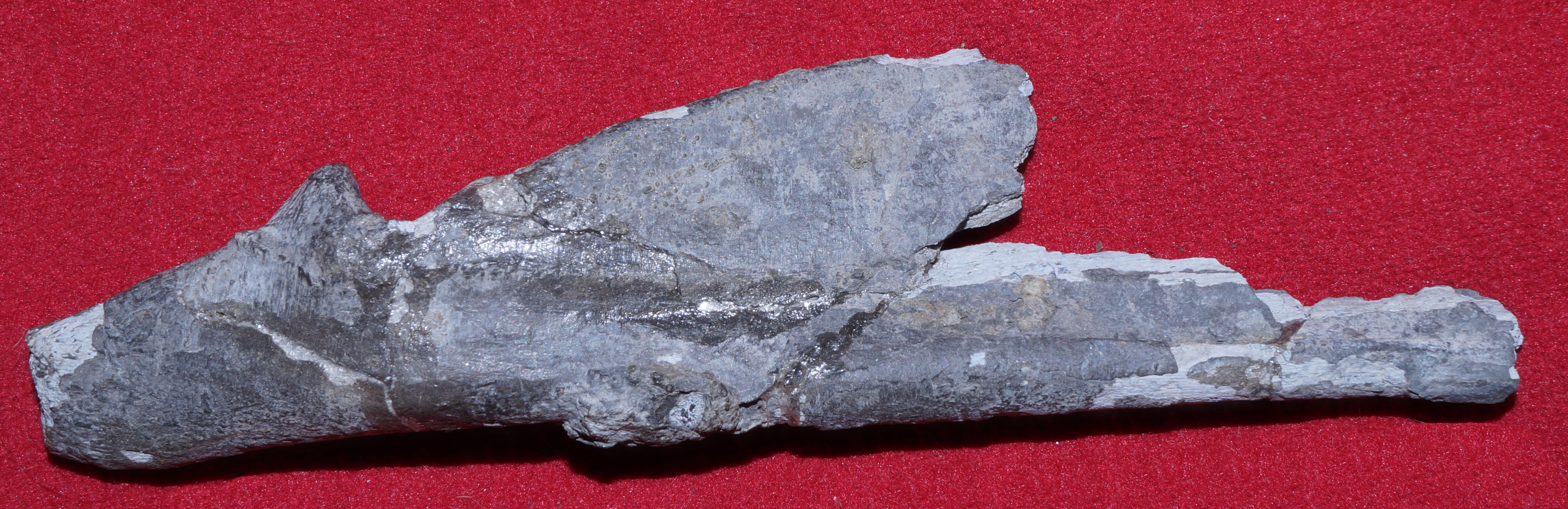
Mandibola di Arminisaurus schuberti

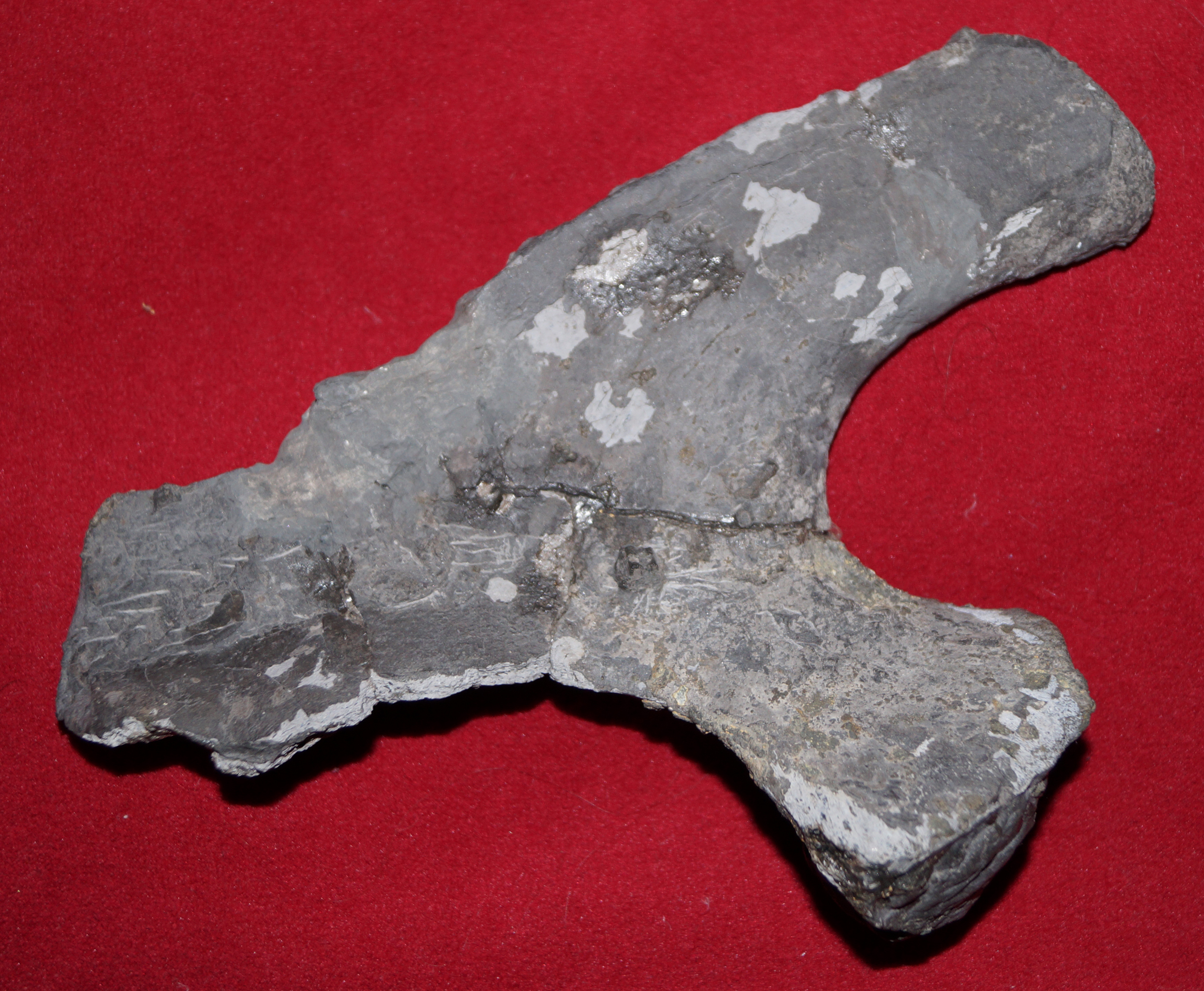
Scapola di Arminisaurus schuberti

## Classificazione
Arminisaurus schuberti venne descritto per la prima volta nel 2017, sulla base di un esemplare incompleto ritrovato nella formazione Amaltheenton nella zona di Bielefeld (Germania settentrionale). Sembra che Arminisaurus fosse un rappresentante basale della famiglia dei pliosauridi, un gruppo di plesiosauri dal collo corto e dalla testa grande e allungata; i primi membri del gruppo, tuttavia, possedevano ancora colli lunghi e teste piccole. Arminisaurus è uno dei rarissimi plesiosauri provenienti dal Pliensbachiano. Il nome generico deriva dall'antico condottiero germanico Arminius, che sconfisse le legioni romane nella foresta nei pressi di Bielefeld nel 9 a.C., mentre l'epiteto specifico onora Sigfried Schubert, il paleontologo amatore che ha tratto in salvo il fossile durante un'attività estrattiva mineraria, permettendo così alla scienza di studiarlo.

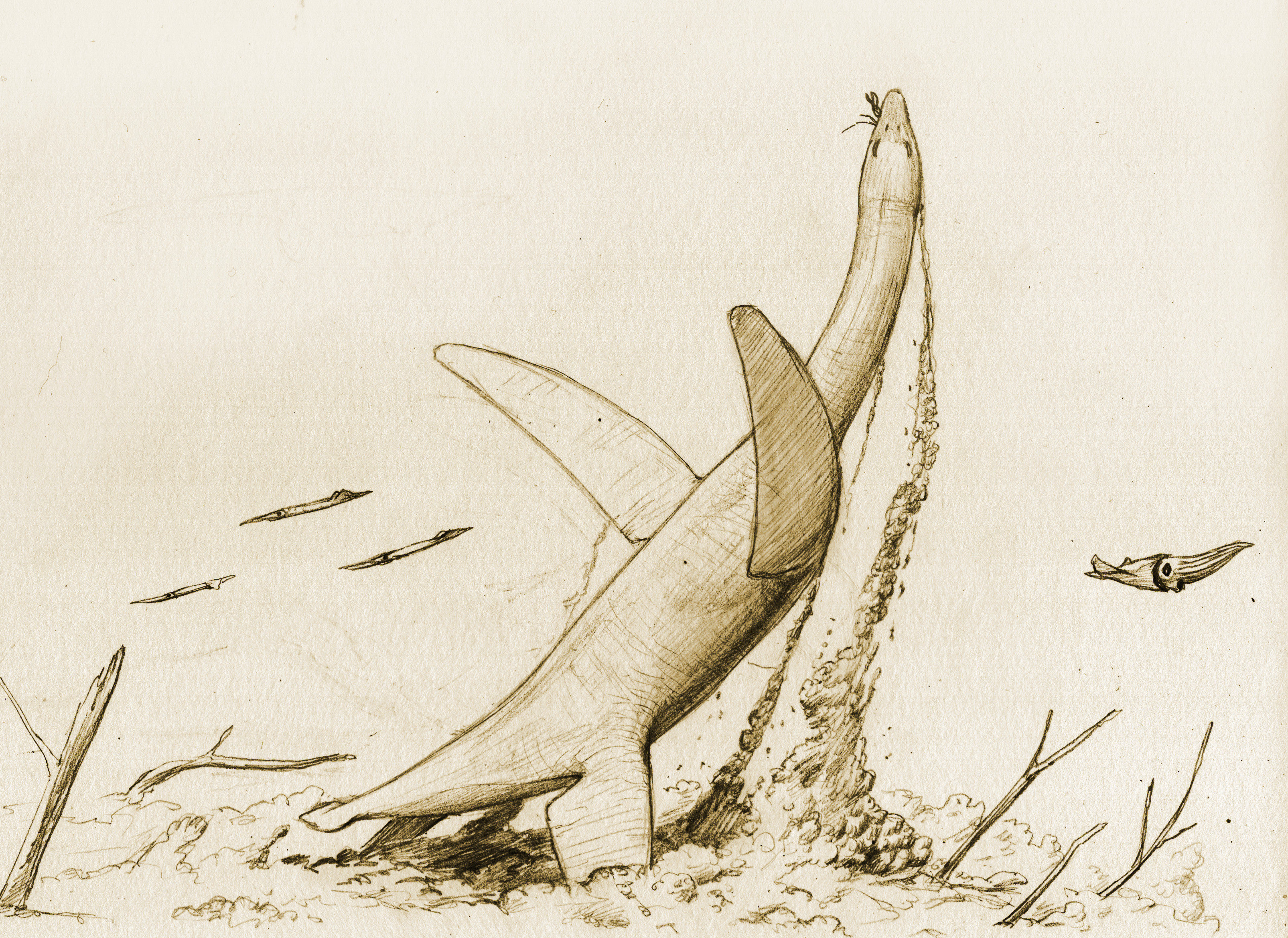
Possibile ricostruzione di Arminisaurus schuberti mentre si sta nutrendo

## Paleoecologia
Come molti pliosauri, Arminisaurus doveva essere un predatore di piccoli pesci e di molluschi cefalopodi, che intrappolava grazie ai lunghi denti aguzzi. Probabilmente si muoveva nei pressi del fondale marino per cercare le sue prede.